# Mercy (album de Steve Jones)
Pour les articles homonymes, voir Mercy.
Albums de Steve Jones
Fire and Gasoline
(1989)
Singles
1. Mercy
Sortie : 1987

Mercy est le premier album solo du guitariste et chanteur Steve Jones (ex guitariste des Sex Pistols), sorti en juin 1987 sur le label MCA Records.

## Liste des pistes
- Tous les titres sont signés par Steve Jones sauf indication.

| No  | Titre                   | Auteur                      | Durée |
| --- | ----------------------- | --------------------------- | ----- |
| 1.  | Mercy                   |                             | 5:04  |
| 2.  | Give It Up              |                             | 4:53  |
| 3.  | That's Enough           |                             | 3:49  |
| 4.  | Raining in My Heart     |                             | 5:28  |
| 5.  | With You or Without You |                             | 4:26  |
| 6.  | Pleasure and Pain       |                             | 4:45  |
| 7.  | Pretty Baby             |                             | 5:58  |
| 8.  | Drugs Suck              |                             | 4:27  |
| 9.  | Through the Night       |                             | 4:33  |
| 10. | Love Letters            | Edward Heyman, Victor Young | 2:58  |

## Musiciens
- Steve Jones : chant, guitare, basse
- Mickey Curry : batterie
- Jim Keltner : batterie
- Bob Rose : clavier
- Kevin Savigar : clavier

## Utilisation des pistes
Le titre Mercy a été utilisé dans la série télévisée américaine Miami Vice : Deux flics à Miami (saison 3, épisode 2 : « Stone's War »).
Le titre Pleasure and Pain a été utilisé dans le film Sid et Nancy.